# Детектив

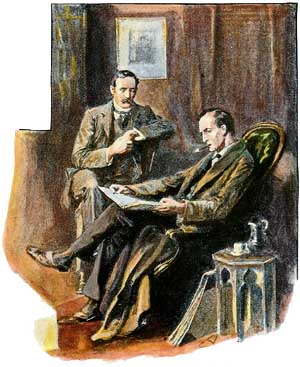
Шерлок Холмс и доктор Ватсон. Иллюстрация к рассказу А. Конан Дойля «Пустой дом»

Детекти́вные произведения, также уголо́вный рассказ (от лат. detectio «раскрытие», англ. detect «открывать, обнаруживать»; detective «сыщик»), — преимущественно литературный и кинематографический жанр, описывающий процесс исследования загадочного происшествия с целью выяснения его обстоятельств и раскрытия загадки. Обычно в качестве такого происшествия выступает преступление, и детектив описывает его расследование и определение виновных: в таком случае конфликт строится на столкновении справедливости с беззаконием, завершающимся победой справедливости. Детективы считаются одним из видов криминальной прозы.

## Определение
Основной признак детектива как жанра — наличие в произведении некоего загадочного происшествия, обстоятельства которого неизвестны и должны быть выяснены. Наиболее часто описываемое происшествие — это преступление, хотя существуют детективы, в которых расследуются события, не являющиеся преступными (так, в «Записках о Шерлоке Холмсе», безусловно, относящихся к жанру детектива, в пяти рассказах из восемнадцати преступлений нет).
Существенной особенностью детектива является то, что действительные обстоятельства происшествия не сообщаются читателю, во всяком случае, во всей полноте, до завершения расследования. Вместо этого читатель проводится автором через процесс расследования, получая возможность на каждом его этапе строить собственные версии и оценивать известные факты. Если произведение изначально описывает все детали происшествия, либо происшествие не содержит в себе ничего необычного, загадочного, то его уже следует относить не к чистому детективу, а к родственным жанрам (боевик, полицейский роман и т. д.).
По мнению известного автора детективов Вэл Макдермид, детектив как жанр стал возможен лишь с появлением судебного процесса, основанного на доказательствах.

## История жанра

### В древние времена
Некоторые древние и религиозные тексты имеют черты того, что позже назовут детективным жанром. Например, в древнеегипетской сказке «Правда и Кривда» (около 1292—1191 годы до н. э.) рассказывается об оболганном и несправедливо ослеплённом мужчине, честь которого спустя годы решил спасти его сын, уличивший преступника и судей. В древнегреческой трагедии Софокла «Царь Эдип» главный герой Эдип проводит тщательное расследование, чтобы узнать убийцу своего предшественника царя Лая. Геродот в легенде «Рампсинит и вор» повествует об истории пропажи драгоценностей из царской сокровищницы, печати и замки которой не взломаны, и попытки узнать и изловить хитроумного вора.
Героиня «Сусанна и старцы» из Книги пророка Даниила ложно обвинена старцами, не получившими от неё желаемого, но спасена благодаря опросу фигурантов дела Даниилом.
Старейшим примером детектива в арабской культуре выступает средневековый «Рассказ о трёх яблоках» Шахерезады из цикла «Тысяча и одна ночь». По сюжету обнаруженный в реке Тигр тяжёлый сундук рыбак продаёт аббасидскому халифу Харун ар-Рашиду. Найдя в сундуке разрубленную на куски прекрасную женщину, халиф поручает своему визирю Джафару ибн Яхья под страхом смерти найти убийцу за три дня. Саспенс достигается за счёт множественных поворотов сюжета в ходе его развития.

### Китайский детектив
Гунъань сяошо (кит. 公案小说) — дословно «судебная проза») — явление простонародной литературы китайской культуры. В «судебной прозе» сюжет строится вокруг действий судьи, расследующего преступление. Обычно, образ судьи в литературе противопоставлялся судьям из реальной жизни и представлял собой честного, неподкупного и доброго гражданского чиновника с качествами благородного мужа — цзюньцзы (君子).

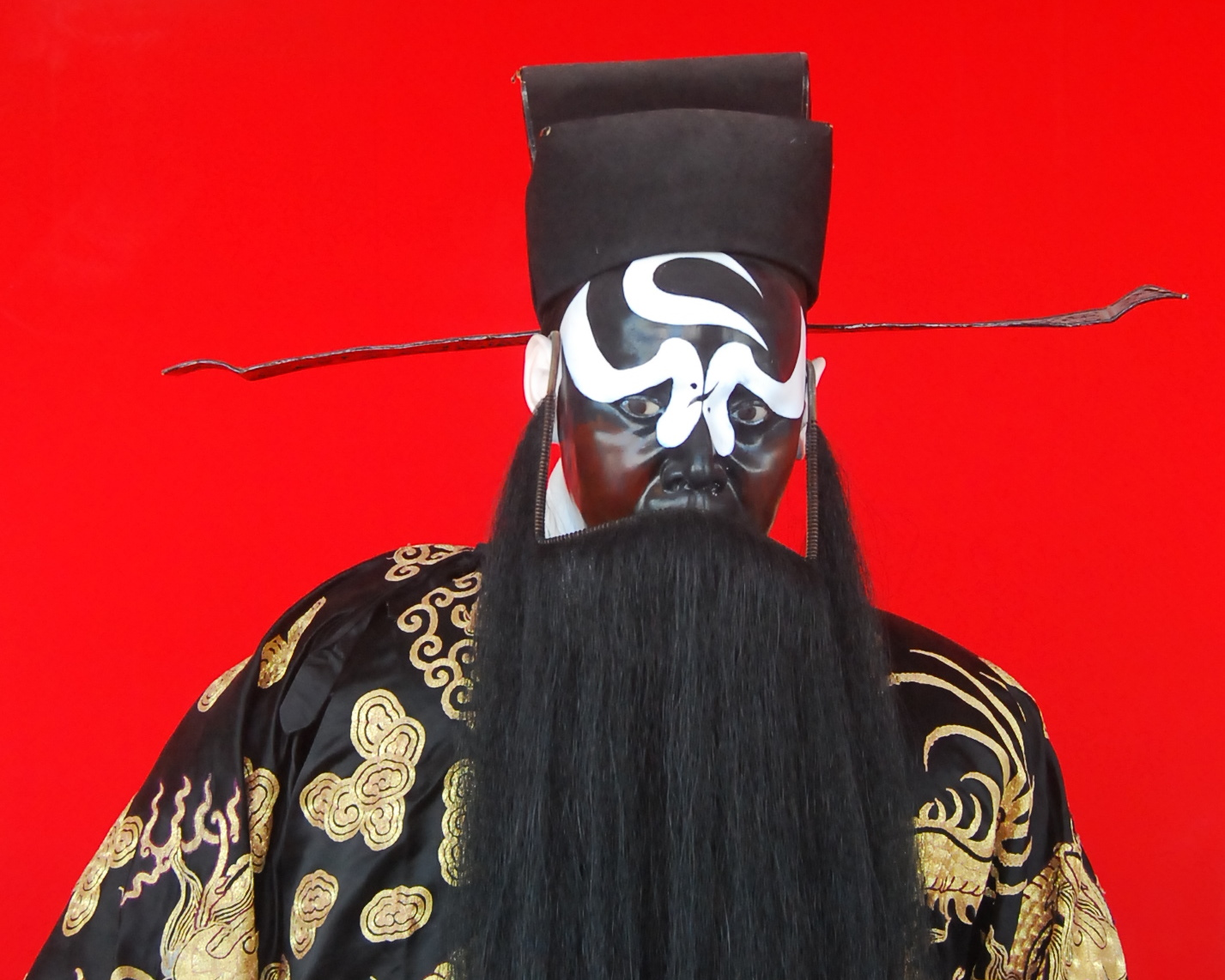
Основной герой гунъань сяошо — Судья Бао. Пекинская опера.

Среди известных старинных китайских детективов можно назвать юаньскую драму «Меловой круг» (кит. 灰阑记), «Судья Бао» (кит. 包公案) династии Мин, истории о «Судье Ди» (кит. 狄公案) XVIII века. Последние голландским писателем Робертом ван Гуликом переведены и адаптированы для европейского читателя в новой серии детективных историй о судье Ди. Истории о судье Бао были очень популярны в древнем Китае и основаны на жизни судьи Бао Чжэна, служившего при императоре Жэнь-цзуне из династии Сун. Вероятно, многие литературные произведения «судебной прозы» подверглись уничтожению в периоды литературной инквизиции и войн в древнем Китае.
Согласно Роберту ван Гулику, отличия «судебной прозы» от европейского детектива следующие:
- детектив — это местный судья, который обычно участвует в нескольких несвязанных между собой делах одновременно;
- преступник известен изначально, а его намерения и преступления точно объясняются, тем самым образуя перевёрнутый детектив вместо «головоломки»;
- в расследовании преступлений судья нередко обращается к помощи потусторонних сил (к призракам убитых, указывающих или обвиняющих убийцу);
- истории дополнены философскими отступлениями, текстами официальных документов и другими отсылками;
- произведения, как правило, изобилуют числом героев, достигая сотни, и описывают их отношения к главным действующим лицам.

Одним из первых авторов нового времени о китайских сыщиках был Чэн Сяоцин (1893—1976), вдохновившийся переведёнными им же рассказами Артура Конан Дойла.

### Детективные сюжеты в русской литературе

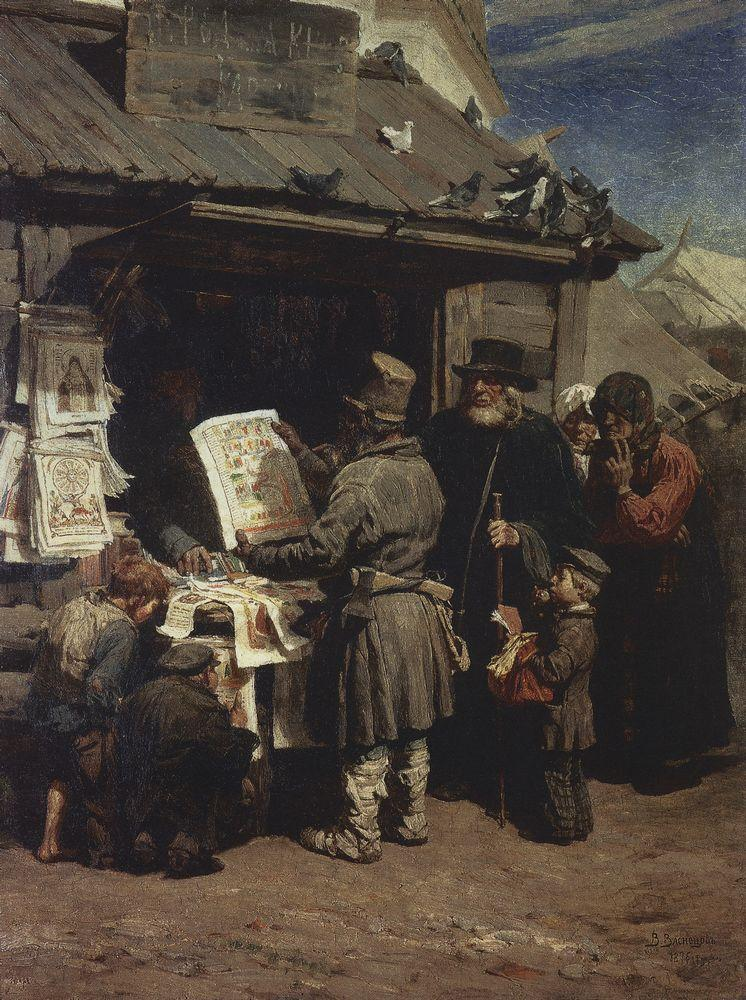
В. М. Васнецов — Книжная лавочка (1876)

В Российской империи спросом в народе пользовалась литература про разбойников и сыщиков. В XVIII веке известным произведением такого рода стала анонимная «автобиография» знаменитого московского вора и сыщика Ивана Осипова (1718 — после 1756) по кличке Ванька Каин «Жизнь и похождения российского Картуша, именуемого Каина, известного мошенника и того ремесла людей сыщика. За раскаяние в злодействе получившего от казни свободу, но за обращение в прежний промысел сосланного вечно на каторжную работу, прежде в Рогервик, а потом в Сибирь. Писанная им самим при Балтийском порте в 1764 году». Рассказ М. Д. Чулкова «Горькая участь» 1789 года (из пятой части сборника рассказов «Пересмешник, или Словенские сказки» 1766—1789 годов) содержит первые признаки традиционного детективного сюжета, где идёт расследование убийства. С. В. Сапожков назвал «Горькую участь» первым образцом детективного жанра в отечественной литературе, что делает её предвестником детективного жанра не только в отечественной, но и в зарубежной литературе.
К другим «протодетективам» можно отнести новеллу Евгения Баратынского «Перстень» (1831), новеллу М. Н. Загоскина «Белое привидение» из цикла «Вечер на Хопре» (1834). Авторы предлагают читателю две трактовки событий произведения — реалистическую и фантастическую. Сочинения юристов Ф. Н. Плевако и А. Ф. Кони являются одним из первых видов документальной криминалистики; некоторые воспоминания Кони представляют собой процесс расследования преступлений.
Детективная фабула проходит через романы Ф. М. Достоевского «Преступление и наказание», «Братья Карамазовы».
Произведениями отечественного чистого детективного жанра стали «Гиперболоид инженера Гарина» (1927) и «Эмигранты» («Чёрное золото», 1931) А. Н. Толстого и «Месс-Менд» (1924) М. С. Шагинян, «Записки следователя» (1928—1938) Л. Р. Шейнина. Можно к детективному жанру отнести и повесть А. П. Чехова «Драма на охоте» (1884).

### Развитие детективного жанра в западной литературе
Первыми произведениями детективного жанра на Западе обычно считаются рассказы Эдгара По, написанные в 1840-х годах, но элементы детектива использовались многими авторами и ранее. Например, в романе Уильяма Годвина (1756—1836) «Приключения Калеба Вильямса» (1794) один из центральных героев — сыщик-любитель. Большое влияние на развитие западной детективной литературы также оказали «Записки» Эжена Видока, опубликованные в 1828 году. Однако именно Эдгар По создал, по словам Еремея Парнова, первого Великого Сыщика — сыщика-любителя Дюпена из рассказа «Убийство на улице Морг». Дюпен впоследствии породил Шерлока Холмса и отца Брауна (Гилберт Честертон), Лекока (Эмиль Габорио) и мистера Каффа (Уилки Коллинз). Именно Эдгар По ввёл в сюжет детектива идею соперничества в раскрытии преступления между частным сыщиком и официальной полицией, в котором частный сыщик, как правило, берёт верх.
Честь создания первого английского романа, который можно назвать детективным, принадлежит Чарльзу Диккенсу. Этот же писатель создал прообраз первой и полноценной фигуры литературного сыщика — инспектора Филда в «Холодном доме» (1852). Детективный жанр становится популярным в Великобритании после выхода романов Уилки Коллинза «Женщина в белом» (1860) и «Лунный камень» (1868). В романах «Рука Уайлдера» (1869) и «Шах и мат» (1871) ирландского писателя Шеридан Ле Фаню детектив сочетается с готическим романом.
Первой книгой, по отношению к которой было употреблено понятие «детективный роман», считается вышедшая в 1878 году книга «Дело Ливенворта» Анны Кэтрин Грин (на русском языке также выходила под названием «Кто убийца?»). Хотя сейчас этот роман малоизвестен, он был очень популярен в своё время.
Основоположником французского детектива является Эмиль Габорио — автор серии романов о сыщике Лекоке. Роберт Льюис Стивенсон подражал Габорио в своих детективных рассказах (особенно в «Бриллианте раджи»).
Золотым веком детектива считаются 1920-e—1930-е годы. Именно в это время публикуются классические детективные романы Агаты Кристи, Дороти Сэйерс, Глэдис Митчелл, Найо Марш, Энтони Беркли (он же Фрэнсис Айлз), Майкла Иннеса, Рональда Нокса, Эдмунд Криспина, Джозефины Тэй, Сирила Хейра, Джона Диксона Карра, Г. К. Честертона, Фримена Уиллса Крофтса, Джона Рода, Эдмунда Бентли. Британские писатели в 1920-х годах создали Детективный клуб. В 1929 году один из основателей Клуба, Рональд Нокс, составил так называемые «10 заповедей детективного романа»:
1. Преступник должен быть кто-то из упомянутых в начале романа, но им не должен оказаться человек, за ходом чьих мыслей читателю было дозволено следить[комм. 1].
2. Детектив, как рациональный литературный жанр, не может иметь сверхъестественную или потустороннюю подоплёку.
3. Неприемлемо использование более одного потайного хода.
4. В детективном романе не могут быть неизвестные науке яды и хитроумные устройства, требующие долгого объяснения.
5. В произведении не должен фигурировать китаец[комм. 2].
6. Ни безосновательная, но верная интуиция, ни счастливый случай не могут помогать сыщику в расследовании преступления.
7. Преступником не может оказаться детектив.
8. Детектив не может ничего утаивать от читателя, дабы поддерживать дух честной игры.
9. Глуповатый друг детектива, Уотсон или Гастингс в том или ином облике, не должен скрывать ни одного из соображений, приходящих ему в голову; по своим умственным способностям он должен немного уступать — но только совсем чуть-чуть — среднему читателю.
10. Неразличимые братья-близнецы и вообще двойники не могут появляться в романе, если читатель должным образом не подготовлен к этому.

Одним из наиболее известных и плодовитых детективных авторов второй половины XX века был Жорж Сименон. Во второй половине XX века получили развитие различные поджанры детективов: криминальный роман (в нём часто отсутствует сыщик-детектив, показывается жизнь персонажей после совершения преступления, часто ставятся под сомнение общепринятые взгляды на преступление и наказание), криминальный триллер или «крутой детектив» (главным в нём является не расследование преступления, а действие, приключения), полицейский роман (реалистичный показ работы полиции), романтический детектив (современная готика), исторический детектив, судебная драма (описания судебных процессов), шпионский роман.

## Особенности
Важное свойство классического детектива — полнота фактов, поскольку «придумать хорошую загадку легче, чем хорошую разгадку (характерный пример — некоторые романы Джона Диксона Карра)». Разгадка тайны не может строиться на сведениях, которые не были предоставлены читателю в ходе описания расследования (Deus ex machina, «Рояль в кустах»). К моменту, когда расследование завершается, читатель должен иметь достаточно информации для того, чтобы на её основании самостоятельно найти решение. Могут скрываться лишь отдельные незначительные подробности, не влияющие на возможность раскрытия тайны. По завершении расследования все загадки должны быть разгаданы, на все вопросы — найдены ответы.
Ещё несколько признаков классического детектива в совокупности названы Н. Н. Вольским гипердетерминированностью мира детектива («мир детектива значительно более упорядочен, чем окружающая нас жизнь»):
- Обыденность обстановки. Условия, в которых происходят события детектива, в целом обычны и хорошо известны читателю (во всяком случае, сам читатель полагает, что уверенно в них ориентируется). Благодаря этому читателю изначально очевидно, что из описываемого является обычным, а что — странным, выходящим за рамки.
- Стереотипность поведения персонажей. Персонажи в значительной мере лишены своеобразия, их психология и поведенческие модели достаточно прозрачны, предсказуемы, а если они имеют какие-либо резко выделяющиеся особенности, то таковые становятся известны читателю. Также стереотипны мотивы действий (в том числе — мотивы преступления) персонажей.
- Существование априорных правил построения сюжета, не всегда соответствующих реальной жизни. Так, например, в классическом детективе рассказчик и сыщик в принципе не могут оказаться преступниками.

Данный набор особенностей сужает поле возможных логических построений на основании известных фактов, облегчая читателю их анализ. Впрочем, не все поджанры детектива в точности следуют данным правилам.
Отмечается ещё одно ограничение, которому практически всегда следует классический детектив — недопустимость случайных ошибок и невыявляемых совпадений. Например, в реальной жизни свидетель может говорить правду, может лгать, может заблуждаться или быть введён в заблуждение, но может и просто немотивированно ошибиться (случайно перепутать даты, суммы, фамилии). В детективе последняя возможность исключена — свидетель либо точен, либо лжёт, либо у его ошибки есть логичное обоснование.
Еремей Парнов указывает на следующие особенности классического детективного жанра:
- читателю детектива предлагается соучастие в своего рода игре — разгадке тайны или имени преступника;
- «готическая экзотика» — Начиная с инфернальной обезьяны, родоначальника обоих жанров (фантастики и детектива) Эдгара По, с голубого карбункула и тропической гадюки Конан Дойля, с индийского лунного камня Уилки Коллинза и кончая уединёнными замками Агаты Кристи и трупом в лодке Чарльза Сноу, западный детектив неисправимо экзотичен. Кроме того, он патологически привержен к готическому роману (средневековый замок — излюбленные подмостки, на которых разыгрываются кровавые драмы)[26].
- схематичность — В отличие от научной фантастики детектив зачастую пишется только ради детектива, то есть сыщика! Иначе говоря, преступник подстраивает свою кровавую деятельность под детектив, подобно тому как опытный драматург подгоняет роли под конкретных актёров[26].
- из этих правил есть одно исключение — т. н. «Перевёрнутый детектив».

### Типичные персонажи

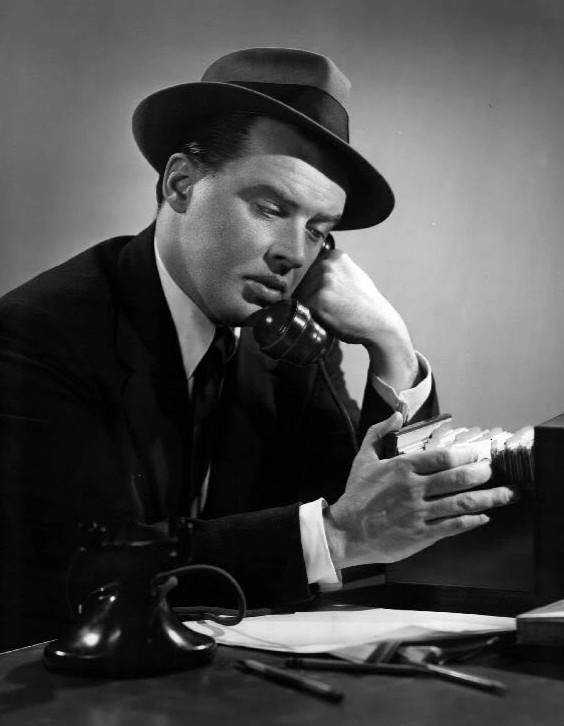
Джон МакВэйд в роли частного детектива Чарли Уилда (1951)

- Сыщик — непосредственно занимается расследованием. В качестве сыщика могут выступать самые разные люди: служащие правоохранительных органов, частные детективы, родственники, друзья, знакомые пострадавших, иногда — совершенно случайные люди. Сыщик обычно не может оказаться преступником (но, в частности, в повести А. П. Чехова «Драма на охоте» ведущий дело следователь в итоге и оказывается убийцей). Фигура сыщика — как правило, центральная в детективе (однако, например, в романе «Десять негритят» Агаты Кристи сыщики — второстепенные фигуры; они появляются лишь в самом конце произведения, а преступление раскрывается только благодаря признанию убийцы).
  - Сыщик-профессионал — работник правоохранительных органов. Может быть экспертом очень высокого уровня, а может — и обычным, каких много, работником полиции. Во втором случае в сложных ситуациях иногда обращается за советом к консультанту (см. ниже).
  - Частный детектив — для него расследование преступлений — основная работа, но он не служит в полиции, хотя может быть полицейским в отставке. Как правило, имеет чрезвычайно высокую квалификацию, деятелен и энергичен. Чаще всего частный детектив становится центральной фигурой, а для подчёркивания его качеств в действие могут вводиться сыщики-профессионалы, которые постоянно делают ошибки, поддаются на провокации преступника, встают на ложный след и подозревают невиновных. Используется противопоставление «одинокий герой против бюрократической организации и её чиновников», в котором симпатии автора и читателя оказываются на стороне героя.
  - Сыщик-любитель — то же самое, что и частный детектив, с той лишь разницей, что расследование преступлений для него — не профессия, а хобби, к которому он обращается лишь время от времени. Отдельный подвид сыщика-любителя — случайный человек, никогда не занимавшийся подобной деятельностью, но вынужденный вести расследование в силу острой необходимости, например, чтобы спасти несправедливо обвинённого близкого человека или отвести подозрение от себя (именно такими являются главные герои всех романов Дика Фрэнсиса). Сыщик-любитель приближает расследование к читателю, позволяет создать у него впечатление, что «я тоже мог бы в этом разобраться». Одна из условностей серий детективов с сыщиками-любителями (вроде мисс Марпл) — в реальной жизни человеку, если он не занимается расследованием преступлений профессионально, вряд ли встретится такое количество преступлений и загадочных происшествий.

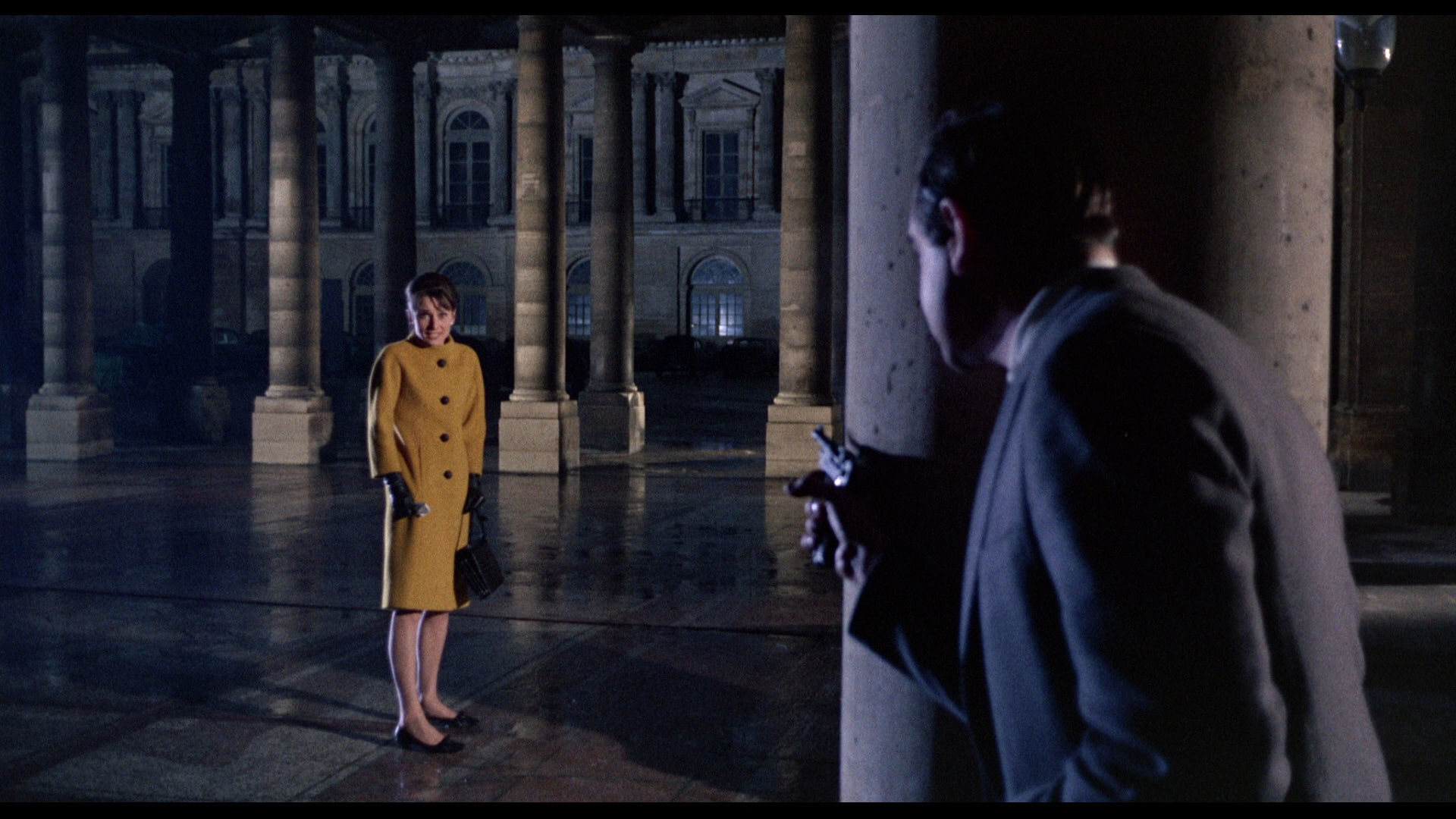
Одри Хепбёрн в фильме «Шарада», 1963

- Преступник — совершает преступление, заметает следы, пытается противодействовать следствию. В классическом детективе фигура преступника явно обозначается лишь в конце расследования, до этого момента преступник может быть свидетелем, подозреваемым или потерпевшим. Иногда действия преступника описываются и по ходу основного действия, но таким образом, чтобы не раскрыть его личность и не сообщить читателю сведений, которые нельзя было бы получить в ходе расследования из других источников. В некоторых произведениях может отсутствовать (например, если происшествие оказывается несчастным случаем, а не преступлением; пример — «Львиная грива» А. Конан-Дойла).
- Потерпевший — тот, против кого направлено преступление или тот, кто пострадал в результате загадочного происшествия. Один из стандартных вариантов развязки детектива — потерпевший сам оказывается преступником.
- Свидетель — лицо, обладающее какими-либо сведениями о предмете расследования. Преступник нередко впервые показывается в описании расследования как один из свидетелей.
- Компаньон сыщика — человек, постоянно находящийся в контакте с сыщиком, участвующий в расследовании, но не обладающий способностями и знаниями сыщика. Он может оказывать техническую помощь в расследовании, но главная его задача — более выпукло показать выдающиеся способности сыщика на фоне среднего уровня обычного человека. Кроме того, компаньон нужен, чтобы задавать сыщику вопросы и выслушивать его объяснения, давая читателю возможность проследить ход мыслей сыщика и обращая внимание на отдельные моменты, которые сам читатель мог бы упустить. Классические примеры таких компаньонов — доктор Ватсон у Конан Дойля и Артур Гастингс у Агаты Кристи.
- Консультант — человек, обладающий выраженными способностями к ведению расследования, но сам в нём непосредственно не участвующий. В детективах, где выделяется отдельная фигура консультанта, она может являться главной (например, журналист Ксенофонтов в детективных рассказах Виктора Пронина), а может оказаться просто эпизодически советчиком (например, учитель сыщика, к которому тот обращается за помощью).
- Помощник — сам не ведёт расследования, но обеспечивает сыщика и/или консультанта сведениями, которые добывает сам. Например, эксперт-криминалист.
- Подозреваемый — по ходу расследования возникает предположение, что именно он совершил преступление. С подозреваемыми авторы поступают по-разному, один из часто практикуемых принципов — «ни один из сразу заподозренных не является настоящим преступником», то есть все, кто попадает под подозрение, оказываются невиновными, а настоящим преступником оказывается тот, кого ни в чём не подозревали. Впрочем, данному принципу следуют далеко не все авторы. В детективах Агаты Кристи, например, мисс Марпл неоднократно говорит, что «в жизни обычно именно тот, кого заподозрили первым, и есть преступник».

### Двадцать правил для пишущих детективы С. С. Ван Дайна

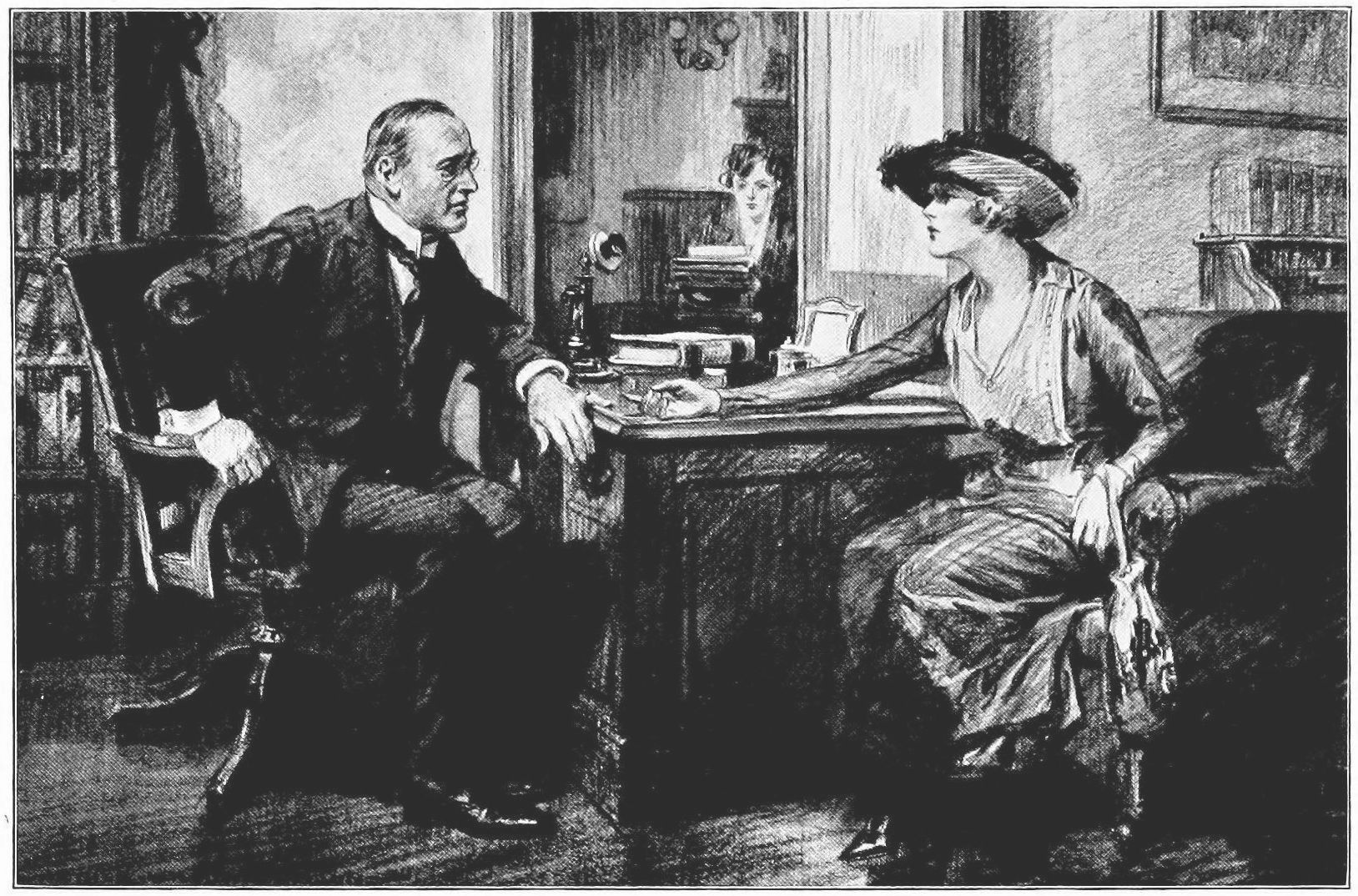
Иллюстрация из произведения Артура Трейна о юристе Ифраэме Тутте.

В 1928 американский писатель Уиллард Хэттингтон Райт, более известный под псевдонимом С. С. Ван Дайн, опубликовал свой свод литературных правил, назвав его «20 правил для пишущих детективы»:
1. Надо обеспечить читателю равные с сыщиком возможности распутывания тайн, для чего ясно и точно сообщить обо всех изобличительных следах.
2. В отношении читателя позволительны лишь такие трюки и обман, которые может применить преступник по отношению к сыщику.
3. Любовь запрещена. История должна быть игрой в пятнашки не между влюблёнными, а между детективом и преступником.
4. Ни детектив, ни другое профессионально занимающееся следствием лицо не может быть преступником.
5. К разоблачению должны вести логические выводы. Непозволительны случайные или необоснованные признания.
6. В детективе не может отсутствовать сыщик, который методично разыскивает изобличающие улики, в результате чего приходит к решению загадки.
7. Обязательное преступление в детективе — убийство.
8. В решении заданной тайны надо исключить все сверхъестественные силы и обстоятельства.
9. В истории может действовать лишь один детектив — читатель не может соревноваться сразу с тремя-четырьмя членами эстафетной команды.
10. Преступник должен быть одним из наиболее или менее значительных действующих лиц, хорошо известных читателю.
11. Непозволительно дешёвое решение, при котором преступником является один из слуг.
12. Хотя у преступника может быть соучастник, в основном история должна рассказывать о поимке одного человека.
13. Тайным или уголовным сообществам нет места в детективе.
14. Метод совершения убийства и методика расследования должны быть разумными и обоснованными с научной точки зрения.
15. Для сообразительного читателя разгадка должна быть очевидной.
16. В детективе нет места литературщине, описаниям кропотливо разработанных характеров, расцвечиванию обстановки средствами художественной литературы.
17. Преступник ни в коем случае не может быть профессиональным злодеем.
18. Запрещено объяснять тайну несчастным случаем или самоубийством.
19. Мотив преступления всегда частного характера, он не может быть шпионской акцией, приправленной какими-либо международными интригами, мотивами тайных служб.
20. Автору детективов следует избегать всяческих шаблонных решений, идей.

Как пишет, однако, Еремей Парнов, 
Десятилетие, последовавшее за обнародованием условий конвенции Ван Дайна, окончательно дискредитировало детектив как жанр литературы. Не случайно мы хорошо знаем сыщиков предшествующих эпох и каждый раз обращаемся именно к их опыту. Но едва ли сможем, не залезая в справочники, назвать имена деятелей из клана «Двадцати правил». Современный западный детектив развивался вопреки Ван Дайну, опровергая пункт за пунктом, преодолевая высосанные из пальца ограничения. Один параграф (сыщик не должен быть преступником!), впрочем, уцелел, хотя его и нарушал несколько раз кинематограф. Это разумный запрет, потому что он оберегает самое специфику детектива, стержневую его линию… В современном романе мы не увидим и следов «Правил»…

## Виды детективов

### Детектив закрытого типа (классический, интеллектуальный, герметичный детектив)

Якуб Шиканедер «Убийство в доме» (1890). Национальная галерея в Праге

Поджанр, обычно наиболее строго соответствующий канонам классического детектива. Сюжет строится на расследовании преступления, совершённого в месте, куда по каким-то причинам не мог проникнуть посторонний и которое не мог покинуть никто из находившихся там (остров, отрезанный стихией посёлок, движущийся транспорт и тому подобное), так что преступление могло быть совершено только кем-то из присутствующих. Расследование ведётся кем-то из находящихся в месте совершения преступления с помощью остальных героев.
Данный вид детектива отличается тем, что сюжет в принципе исключает необходимость поиска неизвестного преступника. Подозреваемые налицо, и работа сыщика заключается в том, чтобы получить об участниках событий как можно больше сведений, на основании которых можно будет выявить преступника. Дополнительное психологическое напряжение создаётся тем фактом, что преступником должен оказаться кто-то из хорошо известных, находящихся рядом людей, никто из которых обычно не похож на преступника. Иногда в детективе закрытого типа происходит целая серия преступлений (обычно — убийств), в результате которых количество подозреваемых постоянно сокращается. Читатель должен проследить вместе с сыщиком за ходом событий и предположить, кто убил — а потом свериться с развязкой.
Примеры детективов закрытого типа:
- Сирил Хэйр — «Чисто английское убийство»[27].
- Агата Кристи — «Десять негритят»[28], «Убийство в „Восточном экспрессе“»[29] (и практически все произведения).
- Джон Диксон Карр — считается «специалистом по убийствам в закрытых комнатах». Приём использовал очень часто и изобретательно.
- Борис Акунин — «Левиафан»[30] (автором подписан как «герметичный детектив»).
- Леонид Словин — «Дополнительный прибывает на второй путь»[31].
- Гастон Леру — «Тайна жёлтой комнаты»[32].
- Чарльз Сноу — «Смерть под парусом»

### Психологический детектив
Данный вид детектива может несколько отступать от классических канонов в части требования стереотипного поведения и типичной психологии героев и является пересечением жанра с психологическим романом. Обычно расследуется преступление, совершённое по личным мотивам (зависть, месть), и основным элементом расследования становится изучение личностных особенностей подозреваемых, их привязанностей, болевых точек, убеждений, предрассудков, выяснение прошлого. Существует школа французского психологического детектива.
- Диккенс, Чарльз — «Тайна Эдвина Друда»[33].
- Агата Кристи — «Убийство Роджера Экройда»[34].
- Буало-Нарсежак — «Волчицы»,[35] «Та, которой не стало»[36], «Морские ворота»[37], «Очертя сердце»[38].
- Себастьен Жапризо — «Дама в очках и с ружьём в автомобиле»,[39] «Ловушка для Золушки».
- Ноэль Калеф — «Лифт на эшафот»[40].

### Исторический детектив

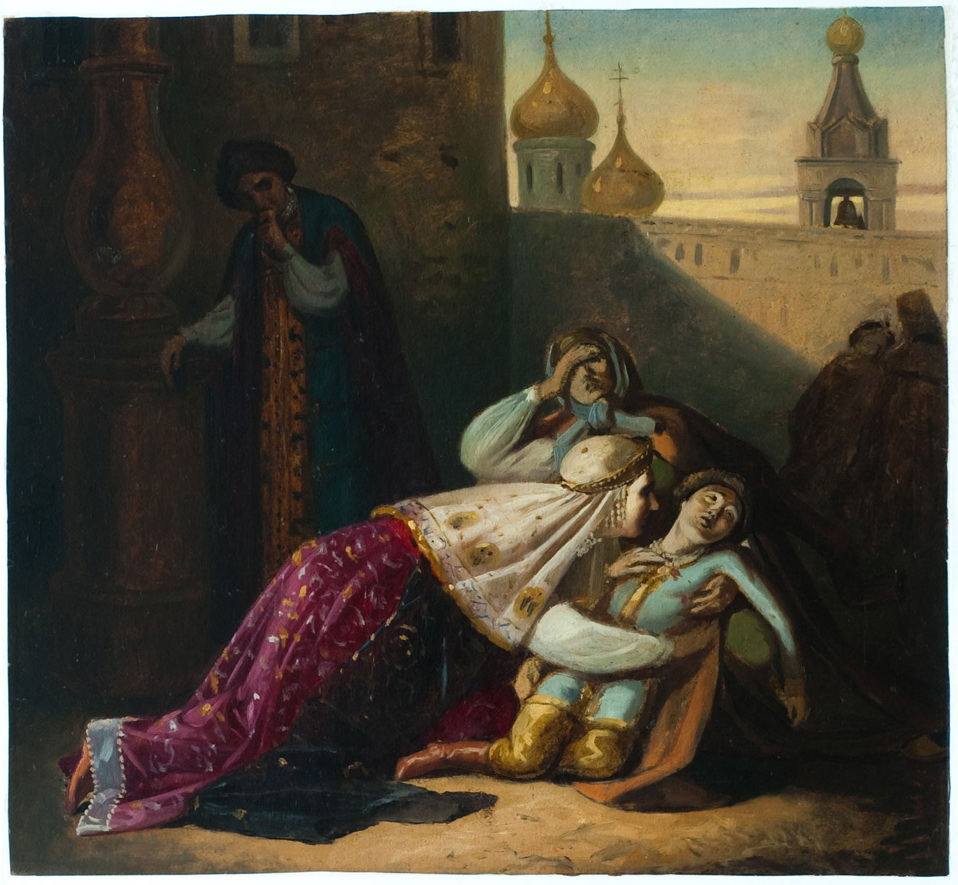
Плешанов П. Ф. Убиение царевича Дмитрия в Угличе (вторая половина XIX века)

Историческое произведение с детективной интригой. Действие происходит в прошлом, или же в настоящем расследуется старинное преступление.
- Умберто Эко — «Имя розы»[41].
- Роберт ван Гулик — серия Судья Ди[42].
- Агата Кристи — «Смерть приходит в конце»[43], «Пять поросят»[44].
- Джон Диксон Карр — «Ньюгейтская невеста»[45], «Дьявол в бархате»[46], «Капитан Перережь-Горло»[47].
- Эллис Питерс — серия Кадфаэль[48].
- Энн Перри — серии Томас Питт, Монк.
- Буало-Нарсежак — «В заколдованном лесу»[49].
- Куин, Эллери — «Неизвестная рукопись доктора Уотсона»[50].
- Борис Акунин — Литературный проект «Приключения Эраста Фандорина»[51].
- Леонид Юзефович — Литературный проект о сыщике Путилине[52].
- Александр Бушков — Приключения Алексея Бестужева[53].
- Валерий Жмак — Литературный проект «Тревожная весна 45-го. Послевоенный детектив».
- Игорь Москвин — Литературный проект о сыщике Филиппове.

### Иронический детектив
Иронический детектив является одной из нетипических разновидностей жанра детектива, который несёт на себе отпечаток постмодернизма.
Детективное расследование в ироническом детективе описывается с юмористической точки зрения и направлено на раскрытие тайны, а повествование, как правило, ведётся от первого или второго лица. Зачастую произведения, написанные в таком ключе, пародируют штампы детективного романа. На ранних стадиях развития иронического детектива определение «иронический» часто выполняло функцию «лакировки действительности»: небрежно выстроенный, слабый во всех отношениях детектив можно было таким образом представить как некую пародию, травестию серьёзного жанра.
Иронический детектив строится по определённой четко структурированной схеме (формуле). Сюжет как цепь причинно-следственных ситуаций, создающих и разрешающих конфликт произведения, не столь важен для читателя. Гораздо важнее — отдельные забавные эпизоды и лёгкая, расслабляющая, отвлекающая атмосфера текста. Иронический детектив — это во многом комедия положений.
Практически невозможно точно установить, кто же был первым автором в жанре «иронического детектива», так как этот процесс протекал параллельно в нескольких странах, преимущественно европейских: Англия (Джорджетт Хейер), Франция (Гастон Леру, Сан-Антонио и Шарль Эксбрайя), Венгрия (Енё Рейтё), Польша (Иоанна Хмелевская). В настоящее время в этом жанре пишут такие авторы, как Стивен Фрай, Хью Лори, Нейо Марш (Великобритания), Лоуренс Блок (США), Дарья Донцова, Наталья Александрова (Россия) и многие другие.
Кругозор читателя ограничен кругозором главной героини. Главная героиня, анализируя окружающий мир, иронизирует над ним и над собой: «Я действительно смахивала не на стройную газель, а, скорее, на антилопу гну» (А. Ольховская. «Право бурной ночи»).
Для типичной женщины-читательницы в ироническом детективе созданы привлекательная реальность, сюжет, форма, обложка, аннотация и даже заглавие детектива, имя главной героини. Типичность проявляется ещё и в описаниях самых обыденных вещей, например, описание наряда. Всё это проявляется в жанровых мотивировках:
- имена писателей ироничных детективов похожи друг на друга и малозапоминаемы;
- всё внимания читателя чаще всего отдаётся названию, которое напечатано крупными яркими буквами и содержат непривычные словосочетания

| Автор           | Название детектива                                                               |
| --------------- | -------------------------------------------------------------------------------- |
| Л. Милевская    | Моя свекровь — мымра!                                                            |
| Д. Калинина     | Возвращение блудного бумеранга На шпильках по джунглям Засада на женихов         |
| Т. Луганцева    | Диета для Дракулы Корона вампирской империи Траурный венок от Красной шапочки    |
| И. Ципоркина    | Убийственные именины                                                             |
| Н. Александрова | Трое в лифте, не считая собаки Десять медвежат Убей меня нежно Убийство напрокат |
| Д. Донцова      | 13 несчастий Геракла Витязь в овечьей шкуре                                      |

В иронических детективах-сериях часто подчёркивается непрофессиональность главного героя (героини): «Любительница частного сыска Даша Васильева», «Следствие ведёт дилетант Евлампия Романова» Дарьи Донцовой, «Сильвестр Бессонов — любитель частного сыска» Г. Куликовой, «Детектив-любитель Надежда Лебедева», «Частный сыщик Василий Куликов» Н. Александровой.
Иронический детектив выполняет три функции:
1. Развлечение читателей.
2. Создаёт привлекательную для читателей реальность.
3. Служит «учебником жизни», сочетая в себе детективное и дидактическое начало.

Авторы иронических детективов последовательно подчёркивают три идеальных жизненных принципа:
1. Оптимизм и веру в себя.
2. Усердие и целеустремлённость.
3. Доброта.

- Агата Кристи — «Партнёры по преступлению»[55].
- Илья Варшавский — «Ограбление произойдёт в полночь»[56].
- Леонид Каганов — «Майор Богдамир спасает деньги»[57].
- Александр Козачинский — «Зелёный фургон»[58].
- Дональд Уэстлейк — «Проклятый изумруд»[59] («Горячий камешек»), «Банк, который булькнул»[60].
- Иоанна Хмелевская[61] — большинство произведений.
- Дарья Донцова — все произведения[62].
- Енэ Рейтэ — все произведения.
- Сан-Антонио — серия о комиссаре Сан-Антонио.
- Шарль Эксбрайя — серия об Иможен.

### Фантастический детектив
Произведения на стыке фантастики и детектива. Действие может происходить в будущем, альтернативном настоящем или прошлом, а также в полностью вымышленном мире.
- Станислав Лем — «Расследование»[65], «Дознание»[66].
- Эрик Фрэнк Расселл — «Будничная работа»[67], «Оса»[68].
- Хольм ван Зайчик — цикл «Плохих людей нет»[69].
- Кир Булычёв — цикл «Интергалактическая полиция» («Интергпол»)[70].
- Айзек Азимов — циклы Лакки Старр — космический рейнджер,[71] детектив Элайдж Бейли и робот Дениел Оливо[72].
- Сергей Лукьяненко — «Геном»[73].
- Джон Браннер — «Квадраты шахматного города»[74] (англ. The Squares of the City, 1965; русский перевод — 1984).
- Братья Стругацкие — «Отель „У Погибшего Альпиниста“»[75].
- Глен Кук — цикл фэнтези-детективов о сыщике Гаррете[76].
- Рэндалл Гаррет — цикл фэнтези-детективов о сыщике лорде Дарси[77].
- Даниэль Клугер — цикл фэнтези-детективов «Дела магические»[78].
- Гарри Тертлдав — «Дело о свалке токсичных заклинаний»[79].
- Илья Варшавский — «Инспектор отдела полезных ископаемых».

### Шпионский детектив
Основывается на повествовании о деятельности разведчиков, шпионов и диверсантов как в военное, так и в мирное время на «невидимом фронте». По стилистическим границам очень близок к политическим и конспирологическим детективам, часто совмещается в одном и том же произведении. Основное отличие шпионского детектива от политического состоит в том, что в политическом детективе наиболее важную позицию занимает политическая основа расследуемого дела и антагонистические конфликты, в шпионском же внимание заостряется на разведывательной работе. Конспирологический детектив можно считать разновидностью и шпионского, и политического детектива.
- Сомерсет Моэм — «Эшенден, или британский агент».
- Джозеф Конрад — «Секретный агент».
- Агата Кристи — «Кошка среди голубей», «Человек в коричневом костюме», «Часы», «Багдадские встречи».
- Джон Бакен — «39 ступеней».
- Эрик Эмблер — «Маска Димитриоса».
- Грэм Грин — «Ведомство страха».
- Джон Ле Карре — «Шпион, пришедший с холода».
- Джон Бойнтон Пристли — «Мгла над Гретли» (1942).
- Джеймс Грейди — «Шесть дней Кондора».
- Борис Акунин — «Турецкий гамбит».
- Николай Далёкий — «Практика Сергея Рубцова».
- Ян Флеминг — серия романов про Джеймса Бонда.
- Лен Дейтон — «Секретное досье».

также: «шпионский боевик»

### Политический детектив
Один из довольно далёких от классического детектива жанров. Источником его возникновения традиционно считается шпионский детектив. Основная интрига строится вокруг политических событий и соперничества между различными политическими или бизнес-деятелями и силами. Часто бывает также, что главный герой сам по себе далек от политики, однако, расследуя дело, натыкается на препятствие расследованию со стороны «власть имущих» или раскрывает какой-либо заговор. Отличительной особенностью политического детектива является (хоть и не обязательно) возможное отсутствие полностью положительных героев, кроме главного. Данный жанр нечасто встречается в чистом виде, однако может являться составляющей частью произведения.
- Фредерик Форсайт — «День Шакала».
- Роберт Ладлэм — практически все романы.
- Агата Кристи — «Большая четвёрка»[80].
- Борис Акунин — «Статский советник»[81].
- Виктор Левашов — «Заговор патриотов»[82].
- Эллестон Тревор (под псевд. Адам Холл) — «Берлинский меморандум» (Меморандум Квиллера).
- Николай Свечин — «Охота на царя»,[83] «Демон преступного мира»[84].

### Полицейский детектив

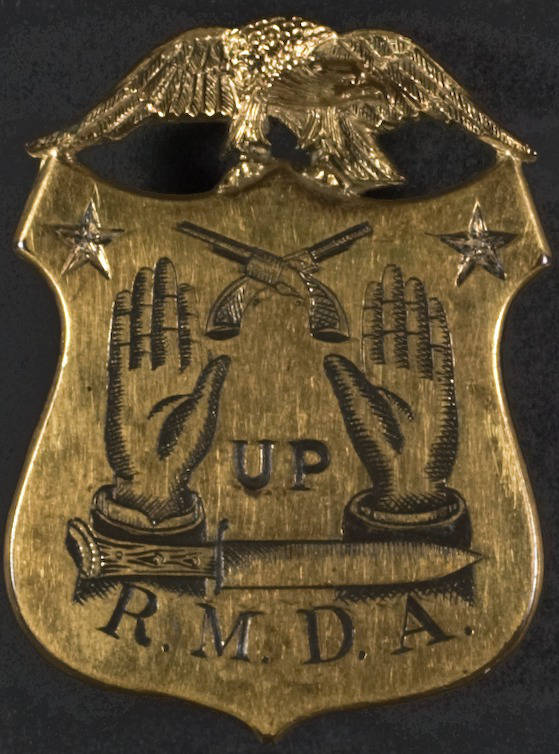
Значок членства Ассоциации детективов Скалистых гор (1800—1899)

Описывается работа команды профессионалов. В произведениях этого типа главный герой-сыщик либо отсутствует, либо лишь незначительно выше по своему значению в сравнении с остальными членами команды. В плане достоверности сюжета наиболее приближен к реальности и, соответственно, в наибольшей степени отклоняется от канонов жанра чистого детектива (подробно описана профессиональная рутина с деталями, не имеющими прямого отношения к сюжету, присутствует значительная доля случайностей и совпадений, очень большую роль играет наличие осведомителей в преступной и околопреступной среде, преступник зачастую остаётся неназванным и неизвестным до самого конца расследования, а также может уходить от наказания вследствие небрежности расследования или недостатка прямых улик).
- Эд Макбейн — цикл «87-й полицейский участок»[85].
- Джон Кризи — серия об инспекторе Весте.
- Шёвалль и Валё — цикл романов о сотрудниках отдела по расследованию убийств во главе с Мартином Беком[86].
- Юлиан Семёнов — «Петровка, 38», «Огарёва, 6»[87].
- Андрей Кивинов — «Кошмар на улице Стачек»[88] и последующие произведения цикла «85-е отделение милиции»[89].
- Роберт Л. Пайк — серия о лейтенанте Клэнси.
- Джон Болл — «Душной ночью в Каролине»[90].
- Честер Хаймс — серия о «крутых» полицейских из Гарлема «Гробе» Джонсоне и «Могильщике» Джонсе.

### «Крутой» детектив
Название этого жанра на английском — англ. hard-boiled (буквально — «круто сваренный»). Этим термином в англоязычной, прежде всего, американской литературе называют поджанр криминального романа, предназначенного для массового развлекательного чтения.
Особенностью жанра является сосредоточенность не на загадке и её решении, а на главном герое и его действиях. Описывается чаще всего детектив-одиночка, мужчина лет 35—40, либо мелкое детективное агентство. В последние десятилетия появился также ряд произведений, где позицию главного героя занимает женщина, не уступающая мужчинам в навыках и способностях и идущая к цели типично «мужскими» методами (например, серия «Бешеная» А. Бушкова). Главный герой противостоит чуть ли не всему миру: организованной преступности, коррумпированным политикам, продажной полиции. Основные черты — своеобразный, грубоватый авторский язык (изложение может идти от лица главного героя, создавая образ «простого, грубоватого, но честного парня»), максимум действия героя, его «крутизны», подлый окружающий мир и честность главного героя, подробные, натуралистические описания сцен насилия. Также практически обязательной является эротическая линия в сюжете.
К «крутому» детективу непосредственно примыкает жанр нуар («чёрный детектив»), отличительной особенностью которого является позиция главного героя — если в типичном «крутом» детективе это сыщик, то в нуаре — кто-то из людей, непосредственно вовлечённых в преступление.
Лучшие образцы жанра психологичны и содержат признаки серьёзной литературы — например, произведения Раймонда Чандлера.
- Дэшил Хэммет — цикл о Континентальном детективном агентстве, «Кровавая жатва» — считается родоначальником жанра.
- Раймонд Чандлер — «Прощай, любимая», «Высокое окно», «Женщина в озере».
- Росс Макдональд — многие произведения.
- Джон Д. Макдональд — серия о Трэвисе Макги.
- Честер Хаймс — «Беги, негр, беги».
- Ли Чайлд — серия книг про Джека Ричера.
- Алан МакКуинн — «Подари сердцу пулю», «Больше никаких слёз».
- Элмор Леонард — все книги.
- Джеймс М. Кейн — все книги.
- Уолтер Мосли — «Дьявол в синем».
- Картер Браун — все книги.

Несмотря на то, что этот поджанр является «чисто» американским, его популярность в Европе способствовала развитию в некоторых других странах, например, в Великобритании (Питер Чейни, Джеймс Хэдли Чейз) и Франции (Лео Мале, Борис Виан, Огюст Ле Бретон, Жозе Джованни), как «чёрный роман».

### Криминальный детектив
События описываются с точки зрения преступника, а не разыскивающих его людей. Фабула расследования преступления или разрешения загадки не обязательна на первом плане, а то и вовсе отсутствует.
Также в этом разделе оказываются произведения, которые нельзя отнести ни к одному из основных направлений жанра.
Классический пример:
- Джеймс Хедли Чейз — «Весь мир в кармане».
- Джим Томпсон — «Убийца во мне».

### Детектив мщения
Детектив мщения (англ. avenger detective) — поджанр детектива возникший в бульварной литературе в середине XIX века. Главным героем такого детектива выступает архетипичный мститель, у которого выделяют следующие основные признаки:
- он вигилант, действует в обход закона;
- он сверхъестественно силён, превосходно подготовлен, отчаянно смел;
- особое внимание уделяется оружию героя;
- он мастер маскировки;
- в его борьбе ему помогают преданные помощники;
- у него есть безопасное убежище;
- он националист.

В отличие от «крутого» детектива, который всё-таки посвящён решению некоей загадки, основной темой детектива мщения является полное очищение общества от криминала. Герой детектива мщения побеждает благодаря тому, что он сильнее физически и морально, а не благодаря своим интеллектуальным способностям. В отличие от других видов детективов, где главный герой является обычным человеком, мститель обладает сверхчеловеческими качествами: он всегда стреляет более метко, дерётся лучше и выдерживает пытки дольше, чем другие персонажи. Считается, что именно детектив мщения дал начало супергеройскому жанру в комиксах. Влияние бульварных детективов мщения особенно сильно сказалось на таком герое комиксов, как Бэтмен.
- Брайан Гарфилд — «Жажда смерти»;
- Дон Пенделтон — серия «Палач».

### Уютный детектив
Акцент в уютных детективах смещён с насилия и секса на решение головоломок, социальные взаимоотношения и хобби. Примеры: «Кот, который…» Лилиан Джексон Браун, «Тайна лисьей охоты», «Миссис Мёрфи» Рита Мэй Браун, серия о мисс Марпл Агаты Кристи; телесериал «Ясновидец» (2006).

### Юридический триллер
[уточнить]

## Кинематограф

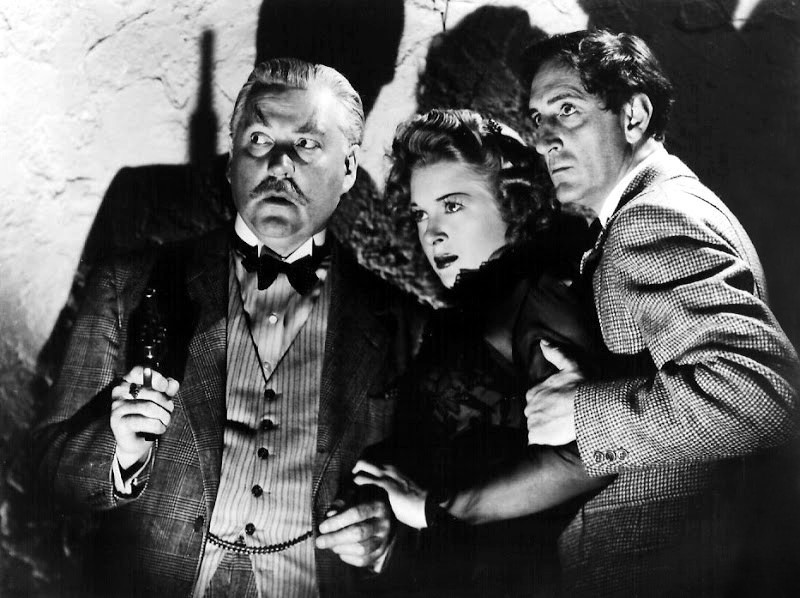
Кадр из фильма «Шерлок Холмс и голос ужаса» (1942)

Детектив фокусируется на действиях частного сыщика либо начинающего сыщика, изучающего загадочные обстоятельства преступления путём нахождения ключей к разгадке, расследования и искусных умозаключений. Удачный детективный фильм часто скрывает личность преступника вплоть до концовки истории, а затем добавляет элемент неожиданности в процесс ареста подозреваемого. Возможно, однако, и обратное. Так, визитной карточкой сериала «Коломбо» стала демонстрация событий с точки зрения как детектива, так и преступника.
Неопределённость часто сохраняется как важная часть сюжета. Это может быть осуществлено с помощью звуковой дорожки, углов постановки камеры, игры теней и неожиданных поворотов сюжета. Альфред Хичкок использовал все эти приёмы, время от времени позволяя зрителю войти в состояние предчувствия угрозы и затем выбирал наиболее удачный момент для драматического эффекта.
Детективные повести доказали свою пригодность быть удачным выбором для сценария кинофильма. Сыщик часто является сильным персонажем с ярко выраженными лидерскими качествами, и сюжет может включать элементы драмы, неизвестности, личностного роста, неоднозначные и неожиданные отличительные черты характера.
По крайней мере до 1980-х, женщины в детективах часто играют двойную роль, имея отношения с сыщиком и часто выполняют роль «женщины в опасности». Женщины в тех фильмах часто изобретательные личности, будучи самоуверенными, полны решимости и нередко двуличны. Они могут служить элементом неизвестности как беспомощные жертвы.

## Филателия
В 1972 году почта Никарагуа выпустила серию из 12 марок, посвящённых 50-летию Интерпола. На каждой марке изображён герой детективов и указан их автор: лорд Питер Уимзи Дороти Ли Сэйерс, Филипп Марлоу Раймонда Чандлера, Сэм Спейд Дэшила Хэммета, Перри Мейсон Эрла Гарднера, Ниро Вульф Рекса Стаута, Огюст Дюпен Эдгара Аллана По, Эллери Куин Фредерика Даннэя и Манфреда Б. Ли, Отец Браун Гилберта Кита Честертона, Чарли Чен Эрла Дерра Биггерса, Комиссар Мегрэ Жоржа Сименона, Эркюль Пуаро Агаты Кристи, Шерлок Холмс Артура Конан Дойла.

### Комментарии
1. ↑  Взятый в такой формулировке, запрет соблюдается в «Мышеловке» Агаты Кристи, но нарушается в «Неудаче Пуаро» и на первых страницах «Десяти негритят».
2. ↑  Данная «заповедь» отсылает к засилию отрицательных персонажей китайского происхождения, которое было характерно для массовой литературы начала XX века.